# Prey (игра, 2006)
Prey — научно-фантастическая компьютерная игра в жанре шутера от первого лица, разработанная Human Head Studios и изданная 3D Realms и 2K Games в 2006 году. Venom Games портировали игру на Xbox 360. В России локализована и издана компанией 1С. В игре используется немного модифицированный графический движок Doom 3. В октябре 2006 года 3D Realms объявило, что благодаря коммерческому успеху на платформах PC и Xbox 360 было продано 1 млн копий игры по всему миру.
В 2007 году была выпущена адаптация игры для Windows Mobile. В 2009 году вышла адаптация игры для iPhone. Игра получила название «Prey Invasion» и имела полностью новый сюжет, однако с тем же протагонистом.

## История создания
Впервые игра была анонсирована в 1995 году и разрабатывалась одновременно с Duke Nukem Forever. В разработке принимали участие Том Холл и Джон Ромеро, работавшие в id Software. Первоначальная идея похищения чужими была сохранена, согласно задумке Пола Шуйтема в игру решили добавить крупный органический космический корабль, на котором проживает несколько рас (три из которых известны как «Трокара», а четвёртая — «Хранители»), и главного героя Талона Брейва из коренного населения Америки.
Игра использовала технологию порталов, которая позволяет использовать дыры в пространстве для создания, перемещения и изменения формы объектов в реальном времени. Это одна из главных характеристик геймплея в совокупности с очень агрессивной окружающей средой. Демонстрация этих особенностей в 1997 и 1998 годах нашла широкое признание на E3, хотя демо‐версия показывалась только за закрытыми дверями для телепрограммы Infinite MHz.
Общественность восприняла новость позитивно благодаря успеху другого продукта 3D Realms — Duke Nukem 3D. Саундтрек игры, созданный немецкой группой KMFDM в стиле «амбиент индастриал», разработчики разместили на официальном сайте.
Однако проект был приостановлен из‐за непреодолимых технических проблем в процессе разработки, данная версия Prey потерпела неудачу. Позднее главный инженер проекта Вильям Скарборо прокомментировал это: «трюки с порталом должны быть использованы именно как трюки, а не как основа движка».
Вскоре после роспуска варианта Шуйтема 3D Realms попыталось снова возродить проект и привлекла технического программиста Коррине Ю в ноябре 1998 года. Ю работала исключительно над движком игры, однако через некоторое время пути программиста и 3D Realms разошлись — Prey впал в длительный период застоя в 1999 году. Дата релиза игры откладывалась на неопределённое время, хотя никогда формально не отменялась, вопреки распространённому мнению.
В 2001 году 3D Realms начинает разработку новой версии игры. В это время необходимая технология порталов уже существовала стабильно и функционально во всех современных игровых движках. 3D Realms выбрала лицензионный движок id Software, разрабатываемый для игры Doom 3, и на основе уже имеющихся дизайнерских идей поручила разработку Human Head Studios.
Утечка информации в 2002 году распространила слух в сети Интернет о возрождении проекта, который не был ни подтверждён, ни опровергнут. Так было до 2005 года, когда на сайте 3D Realms появилась таинственная надпись: «Держите ваши глаза открытыми для открытия нашей следующей игры в ближайшее время ;)». За этим последовала статья Криса Морриса в Интернете, что Prey не только в разработке, но и будет показан на E3.

Талон Брейв — главный герой первой версии игры (1997 г.)

Вскоре после этого был запущен официальный тизер игры Prey, подтверждающий существование игры, с рекламой информации об игре в июньском номере журнала PC Gamer, в котором игре было отведено семь страниц.
28 апреля 2006 года была объявлена дата выхода игры. 19 мая 3D Realms анонсировала демо‐версию Prey, которая была представлена 22 июня. 28 июня было объявлено, что Prey отправлен «на золото».

## Особенности

Один из динамических порталов в игре

В июне 2005 года выяснилось, что игра использует сильно модифицированный Id Tech 4 (ранее использованный в Doom 3), способный создавать «огромные открытые пространства кроме традиционных коридоров». Игра также поддерживает динамические порталы, которые были замечены ещё в видеоклипах 1997—1998 годов, которые используются как союзниками, так и противниками главного героя.
Игра начинается в баре, где можно смотреть телевизор с переключением каналов, послушать различные треки в музыкальном автомате (см. Саундтрек), поиграть на игровых автоматах в блек-джек, видеопокер и однорукого бандита. Один из автоматов стилизован под игру «Pac-Man», где вместо головы Pac-man’а изображена голова викинга, а вместо привидений — снежные звери (аллюзия на предыдущую игру Human Head Studios под названием Rune).
В игре имеется возможность изменять гравитацию благодаря небольшим переключателям, для активации которых требуется в них выстрелить — этот приём используется в течение всей игры в многочисленных головоломках. Кроме того, некоторые ландшафты в игре, например, мини‐планеты, обладают собственной силой притяжения, что также необходимо учитывать при перемещениях в пространстве.
Транспортные средства представляют собой небольшие летательные аппараты — шаттлы, оборудованные гравитационным лучом и энергетической пушкой, которые используются для путешествий и атак противника, а также решения головоломок. По сфере разбросаны посадочные площадки, при использовании которых вокруг пилота моментально сооружается шаттл-экзоскелет. Чтобы покинуть шаттл, необходимо найти такую же площадку и использовать на ней гравитационный луч — шаттл будет моментально «разобран». Покинуть шаттл без использования таких площадок невозможно.
В разных частях космического корабля расположены радиопередатчики, из динамиков которых в прямом эфире можно услышать радио‐шоу с Земли, в котором ведущий Арт Белл беседует со специалистами в области паранормальных явлений, а также разговаривает по телефону с обычными слушателями его передачи, оказавшимися в центре событий.
После первого посещения Страны Древних главный герой практически становится бессмертным, так как после исчерпания жизненных сил сначала попадает на короткое время в переходный мир, где требуется сразиться с призраками падших душ двух видов, а затем возвращается на то место, где умер.
Восстановление здоровья осуществляют органические образования Сферы: споры и резервуары. После прохождения игры становится доступной сложность «Чероки», на которой отсутствуют «полезные» образования. Для того, чтобы игрок мог «пройти» ту часть игры, на которой он смертен (если игрок умирает до назначенного по сюжету места, игра заканчивается), в критической ситуации здоровье игрока частично восстанавливается через несколько секунд. Враждебные образования наносят урон: щупальца жалят, гейзеры брызгают кислотой, а яйцеклад выбрасывает яйца, которые взрываются, если ударить по ним.
Сфера является сложной структурой огромных размеров, и поэтому не всё в ней поддается контролю — некоторые существа могут нападать на других обитателей Сферы; не все системы в Сфере работают стабильно. Игроку предстоит побывать в локации, где неполадки в системе порталов привели к появлению «пространственного парадокса».

## Сюжет
История посвящена Домаси Таводи (Чероки, он же Томми) из индейского народа чероки — механику в гараже и бывшему солдату Армии США, живущему в индейской резервации в Оклахоме.
В начале игры Томми разговаривает в баре со своей подругой Джен. После короткой драки с участием главного героя начинает происходить что-то странное: бар неожиданно вздрагивает, а по телевизору звучит экстренное предупреждение о чрезвычайной ситуации. Затем в небе зажигаются зелёные огни, которые поднимают вверх машины, строения, а затем и самого Томми. Очнувшись, он видит себя привязанным рядом с Джен и своим дедом Эниси внутри гигантского космического корабля. После доставки на корабль эту троицу в числе многих других пленников повезли сквозь пространство корабля. Происходит взрыв, произведённый незнакомцем, и Томми удаётся выбраться из оков. Он оказывается свидетелем жестокого убийства Эниси при помощи непонятного механизма, при этом Эниси говорит Томми, что будет ждать его в «Стране Древних». При попытке найти Джен главный герой проходит по мосту, который рушится под ним — Томми падает с большой высоты, и казалось бы, должен быть мёртв.

Страна Древних

В состоянии клинической смерти он встречается в сюрреалистическом мире, называемом «Страной Древних», со своим умершим дедом, который одаривает его сверхъестественной способностью — возможностью отделять дух от тела, проходя через преграды и используя при этом магический лук. Дух оказывается сильнее тела, и Томми возвращается к жизни, при этом способность остаётся вместе с ним. Он использует эту способность в своём дальнейшем путешествии по кораблю, чтобы проходить незамеченным сквозь ряды противников и проникать в недоступные обычному человеку места. В помощь Томми получает дух своего ручного ястреба по кличке Коготь (в английской версии — Talon), умершего, когда Домаси был ещё мальчишкой. Хотя главный герой был возвращён к жизни для спасения всего человечества от вторжения инопланетян, Томми не перестаёт беспокоиться о судьбе Джен и заботится только о том, чтобы как можно быстрее найти и спасти её.
Органический космический корабль инопланетян называется «Сфера». Он невелик по сравнению с Землей, а в центре находится звезда, используемая для обеспечения жизнедеятельности как самой Сферы, так и всех живых существ внутри неё. Происхождение Сферы неизвестно, а основная её цель — сохранить себя. Она путешествует по галактикам в поисках различных инопланетных рас, которые сохраняют её, попав внутрь. Сфера также употребляет эти расы в пищу и получает из них дополнительную энергию, необходимую, в свою очередь, для заряда звезды в центре. Сфера пластична и кибернетически совершенна; она может изменять гравитацию внутри себя и изменять пространство. Различные трассы позволяют обитателям ходить по поверхностям, кажущимися наблюдателю стенами и потолками. Сфера также способна создавать порталы, осуществляющие доступ в разные секции корабля. Благодаря этому жители могут перемещаться гораздо быстрее внутри Сферы и выполнять свои обязанности более продуктивно.
Сами жители Сферы представлены различными инопланетными расами, большинство из которых кибернетически усилены наподобие строггов из серии Quake. Только группа человекоподобных существ на борту Сферы, которая называет себя «Тайными», живёт относительно свободно, занимаясь повстанческой деятельностью. Тайные, хотя и модифицированы кибернетически, далеки до состояния остальных рас внутри Сферы и не утратили свои личностные качества. Под руководством, по‑видимому, молодой женщины по имени Элуит, Тайные мечтают о возвращении на Землю, где они обитали в глубокой древности.
Сфера контролируется высшим существом под названием «Мать», которая телепатически общается с Томми в течение всей игры. В конце концов, после бурной борьбы, Мать была повержена, но перед смертью раскрывает Томми свою истинную личность: когда-то она тоже была похищена и доставлена на Сферу, где, как и Томми, она в конечном итоге добралась до существа, которое было изначальной Матерью. Но та Мать была уже стара и слаба, и поэтому предложила ей занять её место, поскольку иначе неуправляемая Сфера неизбежно погибнет. Теперь же эта новая Мать перед смертью просит Томми взять контроль над Сферой. После яркой вспышки Томми обнаруживает себя внутри зала Матери, способным контролировать Сферу. Дед Эниси духовно связывается с Домаси и говорит, что полученная власть — не более, чем иллюзия, а цена расплаты намного больше, чем он приобрёл, поэтому Томми должен сделать правильный выбор. После этого главный герой, внимая словам деда, направляет подвластную ему Сферу прямо в солнце и оказывается в Стране Древних, где видит Эниси и Джен ещё раз. Здесь он узнаёт, что его время ещё не пришло, и возвращается на Землю.
Сцена после титров происходит спустя 6 месяцев. Томми обнаруживает себя в придорожном баре, откуда его похитили; по‑видимому, бар ещё закрыт. Он слышит по радио официальную версию случившегося, согласно которой люди, здания и объекты исчезли в результате неизвестных природных феноменов. Затем он видит Элуит. Она и оставшиеся в живых Тайные спаслись через собственный портал, прежде чем Томми отправил Сферу на солнце. Элуит говорит, что, хотя население Земли не знает, как много он сделал, некто «другие» узнали обо всём и хотят с ним встретиться. Она открывает портал, и Томми шагает в него. На экране надпись: «Продолжение следует».

## Саундтрек
Саундтрек написан обладателем многочисленных наград композитором Джереми Соулом и его братом Джулианом. Саундтрек игры доступен в двух частях (продолжительностью около двух часов) на DirectSong.
Первый диск:
1. Prey Overture;
2. Aniwyah Calling;
3. Dark Harvest Begins;
4. Upside Down;
5. Where in the Hell am I?;
6. The Land of the Ancients;
7. As if Appearing from Nowhere;
8. Cries in the Darkness;
9. Back to the Ancient Land;
10. Finding the Warrior Within;
11. Breaching the Surface;
12. Smoke and Mirrors;
13. Desperate Measures;
14. Battle at the Superportal;
15. Primal Instincts;
16. Strengthened Resolve;
17. Hundreds of Your Miles Tall;
18. Full Ascension.

Второй диск:
1. Cutting the Power;
2. Survival of the Fittest;
3. You’re Becoming a Nuisance;
4. Pushing Towards Fate;
5. Splitting the Arrow;
6. Sacred Realm Desanctified;
7. The Power of the Keepers;
8. Raiding the Keeper’s Fortress;
9. What Lies Before You;
10. Immortality or Oblivion;
11. Redemption and Finale;
12. Prey Super Trailer (Bonus Track).

Кроме того, для использования в игре лицензирован ряд других треков. Список композиций в музыкальном автомате на первом уровне игры в том порядке, как они расположены:
- The Edgar Winter Group — «Free Ride»;
- Heart — «Barracuda»;
- Judas Priest — «You’ve Got Another Thing Comin»;
- Ted Nugent — «Cat Scratch Fever»;
- Railer — «If We Could Be»;
- Scotch Greens — «Deaf Girlfriend»;
- Seven Mary Three — «Settle Up»;
- Sheep on Drugs — «Machine Sex»;
- Halifax — «Anthem for Tonight»;
- The Countdown — «Human Resources (Radio 4 Remix)»;
- SOiL — «Forever Dead»;
- Clutch — «10001110101»;
- MxPx — «The Setting Sun» (заказана специально для игры[8]);
- Blue Öyster Cult — «(Don’t Fear) The Reaper». Эту песню невозможно выбрать, но она играет в музыкальном автомате в течение вторжения инопланетян.

Финальные титры представлены песней After Midnight Project — «Take Me Home».

## Отзывы
| Сводный рейтинг | Сводный рейтинг | Сводный рейтинг |
| Издание         | Оценка          | Оценка          |
| Издание         | PC              | Xbox 360        |
| --------------- | --------------- | --------------- |
| GameRankings    | 83,82 %         | 78,33 %         |